# Răbăgani, Bihor
Răbăgani este satul de reședință al comunei cu același nume din județul Bihor, Crișana, România. La recensământul din 2002 avea o populație de 647 locuitori.